# Озеров, Сергей Сергеевич
Сергей Сергеевич Озеров (16 [28] июля 1852, Российская империя — 1920, Москва) — русский военачальник, генерал-лейтенант (1917), флигель-адъютант (1879), генерал-майор Свиты (1899, 1912).

## Биография
Из дворянского рода Озеровых. Родился 16 июля 1852 года. Сын директора Пажеского корпуса генерала от инфантерии Сергея Петровича Озерова (1809—1884). Имел восьмерых братьев и сестёр, среди которых был генерал-майор Андрей Сергеевич Озеров (1845—1897).
Окончил Пажеский корпус, из которого в 1871 году был выпущен прапорщиком в Лейб-гвардии Преображенский полк. В чине поручика Преображенского полка принял участие в Русско-турецкой войне 1877—78 годов, за отличие был произведён в штабс-капитаны. В 1879 году был удостоен свитского звания флигель-адъютанта. Продолжая служить в полку, в 1888 году получил чин полковника. 
Высочайшим приказом от 6 декабря 1899 года был произведён в генерал-майоры с назначением в Свиту и зачислением по гвардейской пехоте.
7 марта 1900 года был назначен командиром полка. Был популярен среди офицеров полка как коренной преображенец, вся служба которого была связана с полком. Во главе Лейб-гвардии Преображенского полка Озеров находился 4 года. 
Высочайшим приказом от 21 октября 1904 года был отчислен от должности командира полка с оставлением в Свите. Дополнением к тому же приказу был зачислен по гвардейской пехоте и в списки Лейб-гвардии Преображенского полка.Согласно списку генералам по старшинству на 1 сентября 1905 года состоял в распоряжении дворцовой комендатуры. 
Высочайшим приказом от 9 сентября 1905 года был назначен командующим 1-й гвардейской пехотной дивизией, в состав которой входил, в том числе, Лейб-гвардии Преображенский полк.
В 1906 году, на фоне событий первой русской революции, в Преображенском полку произошли волнения. Это вызвало неудовольствие императора. Высочайшим приказом от 21 июня 1906 года Озеров был уволен от службы без повышения в чине, мундира и пенсии.
Однако, в 1912 году император простил Озерова: высочайшим призом от 30 мая 1912 года Озеров был определён на службу прежним чином по гвардейской пехоте с повторным зачислением в Свиту и в списки Лейб-гвардии Преображенского полка, однако, не получил никакого определённого назначения. 
В списке генералам по старшинству на 10 июля 1916 года Озеров указан как начальник управления Собственным Его Величества дворцом. Однако, в этом же источнике в качестве начальника управления Собственным Его Величества дворцом указан также генерал-майор Пётр Александрович Ерехович. Судя по высочайшему приказу от 6 декабря 1916 года, где Ерехович вновь указан в той же должности, Озеров названную должность фактически не занимал. 
13 апреля 1917 года, указом Временного правительства, генерал-майор Озеров был уволен в отставку со службы «за болезнью» с производством в генерал-лейтенанты, мундиром и пенсией.
После увольнения от службы проживал в Москве, скончался там же в 1920 году и был похоронен на Новодевичьем кладбище.

## Семья
В 1914 году 19-летний подпоручик Сергей Сергеевич Озеров, выпускник Пажеского корпуса и, вероятно, сын генерала, погиб на фронте Первой мировой войны.

## Награды
- Аннинское оружие (1878)
- Орден Святого Станислава 3-й степени с мечами и бантом (1878)
- Орден Святой Анны 3-й степени (1882)
- Орден Святого Станислава 2-й степени (1885)
- Орден Святой Анны 2-й степени (1892)
- Орден Святого Владимира 4-й степени (1894)
- Орден Святого Владимира 3-й степени (1896)
- Орден Святого Станислава 1-й степени (1902)
- Орден Святой Анны 1-й степени (1904)
- Орден Святого Владимира 2-й степени (1912)
- Высочайшая благодарность (Высочайший приказ от 06.05.1915: «За отличное выполнение различных поручений Его Величества и командировок во время настоящей войны»).

## Основной источник
- Биография Сергея Сергеевича Озерова на сайте «Офицеры РИА».